# Rodrigo Anes de Vasconcelos

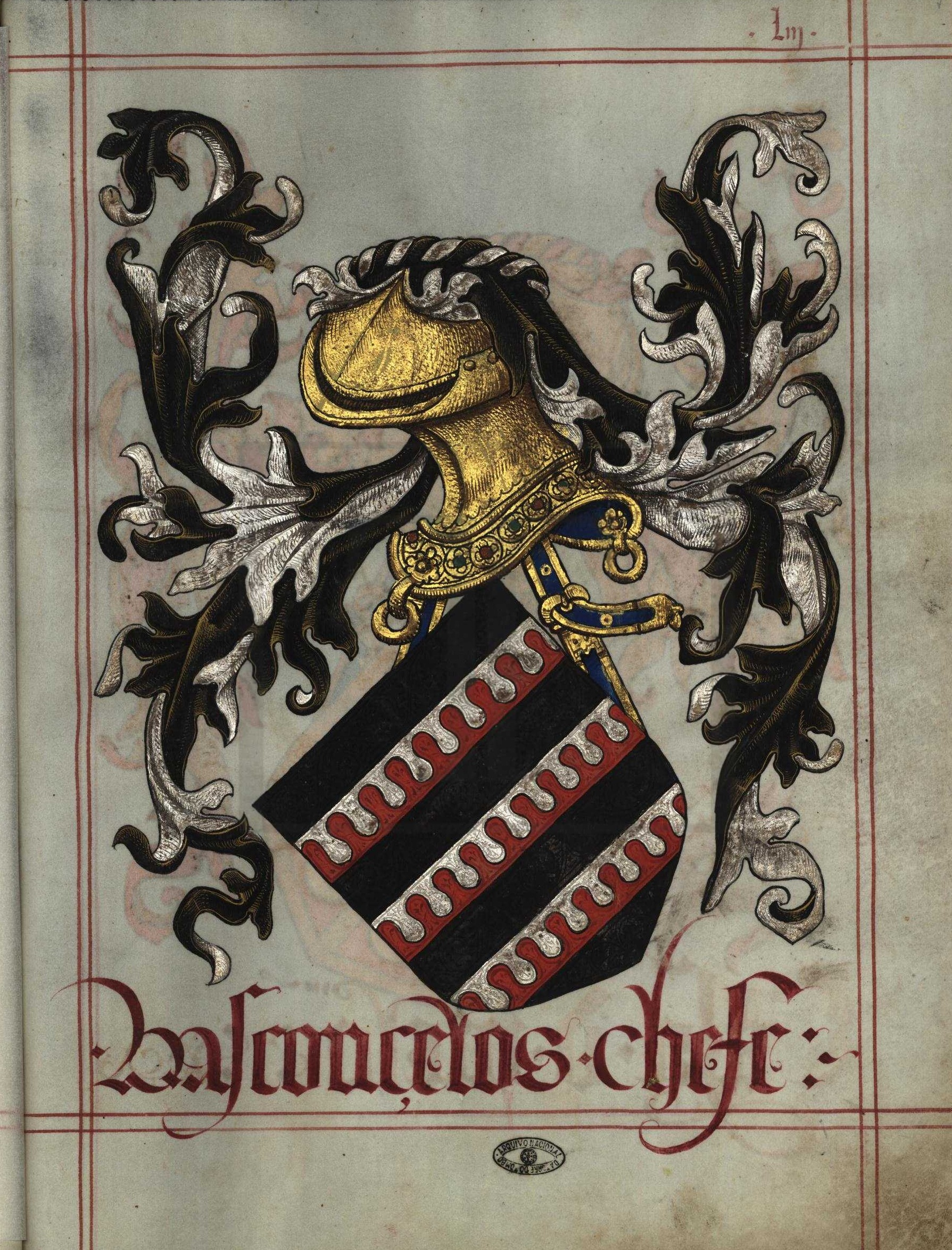
Brasão com as Armas da família Vasconcelos, no Livro do Armeiro-Mor.

Rodrigo Anes de Vasconcelos (c. 1230 - 1279) um fidalgo do Reino de Portugal e rico-homem da casa do rei D. Afonso III e do rei D. Dinis I de Portugal. Filho de João Peres de Vasconcelos, o Tenreiro e de Maria Soares Coelho, como seu tio materno, João Soares Coelho, foi trovador, teve bens em Entre-Homem-e-Cávado, Lanhoso Penela, Felgueiras, e Neiva  e foi senhor da honra e Quinta de Requião em São Martinho de Coura, Lanhoso. Aparece pela primeira vez em 1265 como procurador de sua tia Sancha Pires e faleceu antes de 25 de março de 1297 quando a sua esposa faz uma doação.

## Matrimónio e descendência
Casou com Mécia Rodrigues de Penela (m. depois de 1297),  filha de Rui Vicente de Penela e de Fruilhe Esteves de Belmir, de quem teve:
- Mem Rodrigues de Vasconcelos (1275 -?),[1] senhor da Torre de Vasconcelos casou por duas vezes, a primeira com Maria Martins Zote e a segunda com Constança Afonso de Brito;[5]
- Fernão Rodrigues de Vasconcelos (c. 1275 -?) casou com Milia Fernandes de Cambra;[4]
- João Rodrigues de Vasconcelos (m. antes de 1333), casou duas veces, a primeira com Maria Gomes de Santarém, e a segunda com Constança Soares Barbudo;[6]
- Nuno Rodrigues de Vasconcelos, vassalo do rei e mordomo do infante Afonso Sanches;[7]
- Estevão Rodrigues de Vasconcelos, foi cónego da Sé de Lisboa e instituiu em 1308 um morgado, tendo como cabeça a quinta e torre de Vasconcelos, de que nomeou administrador seu irmão Mem e mulher Constança Afonso e, em sucessão, o filho destes, Gonçalo Mendes de Vasconcelos;[7][8]
- Constança Rodrigues de Vasconcelos casou com Gomes Pais de Azevedo;[7]
- Maria Rodrigues de Vasconcelos casou com Vasco Pais de Azevedo;[7]
- Teresa Rodrigues de Vasconcelos casou com Pedro Rodrigues de Cerveira;[7]
- Guiomar Rodrigues de Vasconcelos, a esposa de Estevão Pais de Azevedo;[7]
- Leonor Rodrigues de Vasconcelos, casou com Paio de Meira, senhor de Ponte de Lima e depois de enviuvar com Gonçalo Esteves de Tavares.[7]